# Rodolphe Modin
Rodolphe Modin (Gennevilliers, 26 marzo 1959) è un ex rugbista a 15 e imprenditore francese, per 13 stagioni mediano di mischia del Brive.

## Biografia
Proveniente dalla regione parigina (Gennevilliers, Île-de-France), Modin crebbe nelle giovanili del Racing Club, con il quale vinse il campionato nazionale under-19 battendo in finale il Biarritz capitanato da Serge Blanco.
La stagione successiva passò al Brive, inizialmente con il proposito di rimanervi un anno e poi (dopo il mancato ingresso negli ottavi dopo molti anni), di anno in anno, fino a terminarvi la carriera dopo 13 stagioni consecutive e 213 gare ufficiali tra campionato e coppa nazionale; il massimo risultato raggiunto con il club furono i quarti di finale di campionato.
Con la Nazionale, nonostante numerose convocazioni e tour, scese ufficialmente in campo solo una volta, tuttavia nel corso della Coppa del Mondo di rugby 1987 in Nuova Zelanda e Australia: fu nel corso di un incontro con lo Zimbabwe, nel quale Modin segnò 3 mete.
Diplomato in educazione fisica, Modin non ha mai esercitato l'insegnamento e, dopo il ritiro, ha fondato una sua impresa di distribuzione e ristorazione automatica a Brive-la-Gaillarde.